# (15964) Billgray
(15964) Billgray est un astéroïde de la ceinture principale, de la famille de Hungaria.

## Description
(15964) Billgray est un astéroïde de la ceinture principale, de la famille de Hungaria. Il présente une orbite caractérisée par un demi-grand axe de 1,95 UA, une excentricité de 0,09 et une inclinaison de 18,1° par rapport à l'écliptique.

## Compléments